# 上田武司
上田 武司（うえだ たけし、1946年3月16日 - ）は、兵庫県西宮市出身の元プロ野球選手（投手、内野手）・コーチ、評論家。

## 経歴
鳴尾高校ではエースとして活躍。3年次の1963年5月には、同年に夏の甲子園で優勝する明星高との練習試合で好投し、注目を浴びる。夏季兵庫大会では準々決勝に進出するが、宮本幸信、後にプロでチームメイトとなる吉田孝司のバッテリーを擁する市神港高に敗退。
卒業後の1964年に読売ジャイアンツへ入団。
1965年に内野手へ転向。1967年にはイースタン・リーグで打率.356をマークして首位打者、本塁打王にも輝いて二冠を獲得。
1969年9月8日のアトムズ戦（神宮）で浅野啓司から6年目で初のソロ本塁打を放つ。この時の試合は、1回裏から小淵泰輔の適時打、3回裏にはデーブ・ロバーツの2ラン本塁打と序盤で3点を失い、さらに4回、6回と2点ずつを失って0-7と大差のビハインドとなり、7、8回に1点ずつ返し、9回に上田がソロ本塁打するも、時すでに遅く3-7で敗れている。V9時代には内野ならどこでも守れるスーパーサブとして活躍し、長嶋茂雄からは「ジョージ・ベンチ（常時ベンチにいることから、ジョニー・ベンチを捩ったもの）」と呼ばれた。
黒江透修・土井正三に衰えが見られるようになった1971年には、6月から主に遊撃手として起用され54試合に先発出場。7月11日の中日戦（後楽園）では前半から巨人先発の堀内恒夫、中日先発の川内八洲男が好投し0-0で迎えた6回裏に高田繁の適時二塁打で1点が入ってから試合は動き、7回表には大島康徳の適時打で同点、さらに木俣達彦の適時打で逆転、上田の悪送球でもう1点失って1-3とリードを許すが、その裏に上田がミスを取り返す左中間へのソロ本塁打で1点差に迫り、土壇場の9回裏1死3塁で打席に立った上田が川内をリリーフした伊藤久敏から左翼へサヨナラ2点本塁打を放つ。上田はこの年の全本塁打をこの日だけで記録することになった。同年の阪急との日本シリーズでは、10月17日の最終第5戦（後楽園）で7番打者として先発、5回に足立光宏からダメ押しの2点適時二塁打を放ちチーム日本一に力を添える。
1973年には遊撃手、二塁手として57試合に先発出場、9月には遊撃手に定着しチームのリーグ優勝に貢献。V9を達成した同年の南海との日本シリーズでは全5試合に出場。2試合に遊撃手として先発し、10月28日の第2戦（大阪）では3安打、南海先発の山内新一から6回に本塁打を放つ。
1974年には黒江・土井の不調もあって2番打者としても起用され、打率.266、6本塁打の好成績を残す。6本中4本は中日・ヤクルトから2本ずつ放ったものであり、8月18日のヤクルト戦（後楽園）では石岡康三から3年ぶりのサヨナラ本塁打を記録。
1975年まで準レギュラーとして活躍するが、河埜和正が遊撃手に定着し、デービー・ジョンソンが二塁手にコンバートされると出場機会が減る。
1977年7月31日の阪神戦（甲子園）で山本和行から3年ぶりで現役最後の本塁打を放っているが、試合は序盤から阪神ペースで、1回裏に藤田平が先頭打者本塁打、3回裏にはまたも藤田の2ラン本塁打と掛布雅之の犠飛で3点と巨人先発の小林繁をKO。4回表に上田の適時打で1点を返し、9回表にはまたも上田がソロ本塁打と、上田が3打数3安打2打点の活躍であったものの他の打者で得点できず、10安打放ちながら山本の粘投に躱され2-4で敗れている。
1978年限りで引退。
引退後は巨人で一軍守備コーチ（1979年 - 1980年, 1987年 - 1992年）、二軍守備コーチ（1981年 - 1986年）、二軍育成チーフコーチ（1993年 - 1994年）→二軍内野守備コーチ（1995年）→スカウト（1996年 - 2007年）→ファンサービス部長（2008年）を務めた。コーチ1年目の1979年オフには「地獄の伊東キャンプ」に帯同して若手を指導し、3度のリーグ優勝と1989年の日本一に貢献。スカウト時代は上原浩治・高橋由伸・阿部慎之助・内海哲也・亀井義行を担当し、退団後は内外タイムス→リアルスポーツ評論家（2009年） を経て、2018年4月より敦賀気比高校臨時コーチ。

## 詳細情報

### 年度別打撃成績
| 年 度      | 球 団      | 試 合 | 打 席 | 打 数 | 得 点 | 安 打 | 二 塁 打 | 三 塁 打 | 本 塁 打 | 塁 打 | 打 点 | 盗 塁 | 盗 塁 死 | 犠 打 | 犠 飛 | 四 球 | 敬 遠 | 死 球 | 三 振 | 併 殺 打 | 打 率 | 出 塁 率 | 長 打 率 | O P S |
| ---------- | ---------- | ----- | ----- | ----- | ----- | ----- | -------- | -------- | -------- | ----- | ----- | ----- | -------- | ----- | ----- | ----- | ----- | ----- | ----- | -------- | ----- | -------- | -------- | ----- |
| 1967       | 巨人       | 10    | 19    | 18    | 1     | 3     | 0        | 0        | 0        | 3     | 0     | 0     | 0        | 0     | 0     | 1     | 0     | 0     | 4     | 0        | .167  | .211     | .167     | .377  |
| 1968       | 巨人       | 5     | 1     | 1     | 0     | 0     | 0        | 0        | 0        | 0     | 0     | 0     | 0        | 0     | 0     | 0     | 0     | 0     | 0     | 0        | .000  | .000     | .000     | .000  |
| 1969       | 巨人       | 12    | 23    | 21    | 6     | 5     | 1        | 0        | 3        | 15    | 3     | 1     | 1        | 0     | 0     | 2     | 0     | 0     | 3     | 0        | .238  | .304     | .714     | 1.019 |
| 1970       | 巨人       | 37    | 15    | 14    | 8     | 2     | 0        | 0        | 0        | 2     | 0     | 2     | 0        | 1     | 0     | 0     | 0     | 0     | 2     | 0        | .143  | .143     | .143     | .286  |
| 1971       | 巨人       | 79    | 213   | 183   | 26    | 48    | 10       | 1        | 2        | 66    | 15    | 6     | 4        | 6     | 0     | 17    | 0     | 7     | 20    | 5        | .262  | .348     | .361     | .708  |
| 1972       | 巨人       | 42    | 72    | 60    | 4     | 10    | 1        | 0        | 1        | 14    | 3     | 0     | 1        | 1     | 0     | 9     | 1     | 2     | 10    | 3        | .167  | .296     | .233     | .529  |
| 1973       | 巨人       | 93    | 224   | 202   | 21    | 46    | 8        | 0        | 2        | 60    | 17    | 1     | 3        | 5     | 1     | 14    | 1     | 2     | 33    | 4        | .228  | .284     | .297     | .581  |
| 1974       | 巨人       | 93    | 217   | 184   | 29    | 49    | 8        | 0        | 6        | 75    | 30    | 6     | 2        | 8     | 5     | 11    | 0     | 9     | 23    | 4        | .266  | .338     | .408     | .746  |
| 1975       | 巨人       | 72    | 205   | 176   | 15    | 33    | 5        | 1        | 0        | 40    | 9     | 2     | 1        | 4     | 2     | 18    | 0     | 5     | 30    | 3        | .188  | .281     | .227     | .509  |
| 1976       | 巨人       | 61    | 26    | 21    | 6     | 1     | 0        | 0        | 0        | 1     | 0     | 0     | 1        | 0     | 0     | 5     | 0     | 0     | 7     | 0        | .048  | .231     | .048     | .278  |
| 1977       | 巨人       | 63    | 65    | 56    | 7     | 16    | 3        | 1        | 1        | 24    | 9     | 1     | 0        | 5     | 0     | 3     | 0     | 1     | 10    | 1        | .286  | .333     | .429     | .762  |
| 1978       | 巨人       | 49    | 36    | 24    | 4     | 2     | 1        | 0        | 0        | 3     | 3     | 1     | 0        | 4     | 1     | 3     | 0     | 4     | 4     | 1        | .083  | .290     | .125     | .415  |
| 通算：12年 | 通算：12年 | 616   | 1116  | 960   | 127   | 215   | 37       | 3        | 15       | 303   | 89    | 20    | 13       | 34    | 9     | 83    | 2     | 30    | 146   | 21       | .224  | .306     | .316     | .621  |

### 記録
- 初出場・初先発出場：1967年9月6日、対大洋ホエールズ21回戦（川崎球場）、8番・遊撃で先発出場、3打数1安打
- 初本塁打：1969年9月8日、対アトムズ24回戦（明治神宮野球場）、9回表に浅野啓司からソロ

### 背番号
- 57 （1964年 - 1969年）
- 2 （1970年 - 1978年）
- 67 （1979年 - 1980年）
- 74 （1981年 - 1995年）

## 関連情報

### 著書
- プロ野球スカウトが教える一流になる選手 消える選手 （2010/4・祥伝社） ISBN 4396315090
- プロ野球スカウトが教える ここ一番に強い選手ビビる選手（2012/10・祥伝社） ISBN 4396315902